# Paul Eyferth
Adolf Paul Eyferth (* 25. Juni 1872 in Wolfenbüttel; † 8. Oktober 1956 in Bad Harzburg) war ein deutscher Politiker, Landrat und von 1917 bis 1933 Bürgermeister der Stadt Wolfenbüttel.

## Leben und Werk
Paul Eyferth wurde als Sohn des Justizrates Adolph Eyferth geboren. Nach dem Abitur an der Großen Schule, studierte er Rechtswissenschaften an den Universitäten München, Leipzig, Heidelberg und Göttingen. Nach bestandenem zweiten Staatsexamen arbeitete er ab 1899 als Rechtsanwalt und ab 1915 als Notar in Wolfenbüttel. 1904 war Eyferth von den Wählern der 3. Klasse zum Stadtverordneten gewählt worden. 1909 wurde er Magistratsmitglied und 1914 dessen Vorsteher. 1917, während des Ersten Weltkrieges, wurde Eyferth zum Bürgermeister Wolfenbüttels „auf Lebenszeit“ gewählt.
Nach der „Machtergreifung“ wurde Eyferth, der sich geweigert hatte, in die Nationalsozialistische Deutsche Arbeiterpartei (NSDAP) einzutreten und die Hakenkreuzflagge auf dem Wolfenbütteler Rathaus zu hissen, von den Nationalsozialisten 1933 zwangspensioniert. Während der Zeit des Zweiten Weltkrieges arbeitete er wieder als Notar.
Nach Kriegsende gehörte Wolfenbüttel zur Britischen Besatzungszone. Eyferth wurde von den Briten zum kommissarischen Oberbürgermeister und Landrat von Goslar ernannt. Ab 1946 war er erster gewählter Landrat des Landkreises Wolfenbüttel. Neben seinen politischen Ämtern hatte Eyferth auch zahlreiche Ehrenämter inne. So war er unter anderem Mitglied der in Wolfenbüttel ansässigen Freimaurerloge „Wilhelm zu den drei Säulen“, Vorstandsmitglied der Anwaltskammer und Vorsitzender der Bürgermeisterkonferenz und des Braunschweigischen Städtetages.
Seine Lebenserinnerungen – unter Auslassung der Zeit zwischen 1933 und 1945 – veröffentlichte Eyferth 1955 unter dem Titel „Erzähltes und Erlebtes in Wolfenbüttel aus den letzten hundert Jahren.“
Ihm zu Ehren ist die „Paul-Eyferth-Straße“ in Wolfenbüttel benannt.